# Cavalcantia
Cavalcantia é um género botânico pertencente à família Asteraceae.